# サウスイースト地区 (ボツワナ)
サウスイースト地区（South-East District）は、ボツワナ南東部の行政区。州都はラモツワ。

## 地理
北東にカトレン地区、北西にクウェネン地区、西にサザン地区、南東に南アフリカ共和国北西州と接する。

## 行政区画
ハボローネ、ロバツェ、南西の3つのサブディストリクトが置かれている。